# Carrie Prejean
Caroline Michelle »Carrie« Prejean Boller, ameriški fotomodel, pisateljica, bivša miss Kalifornije (2009) in bivša prva spremljevalka miss Združenih držav Amerike (2009), * 13. maj 1987, San Diego, Kalifornija, Združene države Amerike.
Carrie Prejean je veliko pozornosti javnosti pridobila leta 2009, ko je med tekmovanjem za miss Združenih držav Amerike sodnikom dejala, da bi se zakon moral skleniti med moškim in žensko; eden izmed sodnikom, bloger Perez Hilton, ji je za zadnje vprašanje na tekmovanju postavil, kaj meni o zakonih med istospolnimi partnerji v Združenih državah Amerike in njen odgovor kasneje komentiral v svojem blogu. Perez Hilton, ki je gej, je menil, da so njeni vidiki na te zadeve slabšalni. Kasneje so jo domnevni prekrški njene pogodbe stali krone na tekmovanju za miss Kalifornije. Prepire med Carrie Prejean in organizatorji tekmovanja za miss Kalifornije so uredili novembra 2009. Kasneje tistega meseca je Carrie Prejean izdala knjigo s svojo zgodbo.
Carrie Prejean je delala za podjetja, kot so Target, Saks Fifth Avenue, Bloomingdale's in Nordstrom. Pojavila se je tudi na naslovnici revije Bliss kot model za E! Entertainment Television in v interaktivnem iskanju fotomodelov za tekmovanje v oddaji Deal or No Deal. Je ambasadorka organizacije San Diego Padres in od leta 2006 članica organizacije Pad Squad.

## Zasebno življenje
Caroline Michelle »Carrie« Prejean se je rodila v San Diegu, Kalifornija, Združene države Amerike, kot hči Francine Coppola in Wilberta Prejeana. Njena mama ima italijanske korenine. Vzgojena je bila v evagelinčansko-krščanskem gospodinjstvu v Visti, Kalifornija. Njena starša sta se ločila leta 1988.
Leta 2005 je Carrie Prejean maturirala na srednji šoli Vista. Nato je pričela s študijem na krščanskem kolidžu San Diego, evangeličanskem zasebnem v El Cajonu, Kalifornija. Še danes obiskuje cerkev, imenovano The Rock Church, kjer pogosto deluje kot prostovoljka. Kot prostovoljka deluje tudi za organizacijo Luv-em-Up iz El Cajona, kjer pomaga otrokom z motnjami v razvoju. Izobražuje se za logopedinjo.
2. julija 2010 se je Carrie Prejean v San Diegu, Kalifornija poročila z NFL-jevim podajalcem Kyleom Bollerjem. 11. novembra 2010 sta oznanila, da maja 2011 pričakujeta svojega prvega otroka. 11. maja 2011 se jima je rodila hčerka po imenu Grace Christina.

## Lepotna tekmovanja
Leta 2007 je Carrie Prejean sodelovala na tekmovanju za miss Kalifornije, kjer je zasedla drugo mesto in postala prva spremljevalka miss Kalifornije 2008.
Naslednjega leta je ponovno sodelovala na tekmovanju za miss Kalifornije in nasledila Raquel Beezley kot miss Kalifornije ter se udeležila tudi tekmovanja za miss Združenih držav Amerike leta 2009. 19. aprila 2009 je v Las Vegasu, Nevada postala prva spremljevalka miss Združenih držav Amerike. Zaradi svojega kontroverznega odgovora na zadnje vprašanje, ki ga je bila med tekmovanjem vprašana, je pritegnila veliko pozornosti javnosti.

### Kontroverznost na tekmovanju za miss ZDA 2009
Carrie Prejean je pritegnila veliko pozornosti ameriškega občinstva s svojim odgovorom na vprašanje o njenem mnenju glede zakonov med istospolnimi partnerji. Sodnik na tekmovanju, Perez Hilton, ki je gej, jo je vprašal, ali meni, da bi morali v vseh zveznih državah v Ameriki sprejeti zakon, ki bi legaliziral poroko med istospolnimi partnerji. Odgovorila je:
No, mislim, da je odlično, da lahko Američani izbirajo med tem dvojim. Živimo v državi, kjer lahko izbiramo med zakonom med istospolnima partnerjema in zakonom med partnerjema različnega spola. In, veste kaj, v moji državi, v moji družini, mislim, jaz sama verjamem, da bi zakon moral biti med moškim in žensko, pa brez zamere komurkoli. Tako so me vzgajali in verjamem, da bi zakon moral biti med moškim in žensko.
Mediji so ji naklonili še več pozornosti, ko je Perez Hilton preko svojega bloga objavil posnetek njenega odgovora in ga tamkaj ter drugod komentiral ter v svojih komentarjih omalovaževal Carrie Prejean in njen odgovor. Perez Hilton je Carrie Prejean v svojih komentarjih označil za »neumno prasico« in dejal: »Odgovorila je na grozen, grozen način, s katerim je užalila ogromno ljudi.« Carrie Prejean je dejala, da sumi, da zaradi tega odgovora ni zmagala na tekmovanju. O tem dogodku je kasneje napisala:
Pred celotnim svetom so me izzivali, naj odgovorim na resno vprašanje. Vedela sem, da bom če povem resnico, izgubila vse, za kar sem tekmovala: krono, luksuzno stanovanje v New York Cityju, veliko plačo, vse to je šlo skupaj z naslovom miss Združenih držav Amerike.
Carrie Prejean je kasneje dejala, da so ji organizatorji tekmovanja za miss Kalifornije dejali, naj na tekmovanju »ne govori« o svoji veri in da je bila zaradi odgovora na to vprašanje izpostavljena velikemu pritisku s strani organizatorjev, ki so jo skušali prepričati, naj se javnosti opraviči.
Donald Trump, ki ima v lasti večino organizacij Miss Universe, je njene komentarje branil in dejal: »Miss Kalifornije je svoje delo odlično opravila. [...] Odgovor ni bil slab, samo ljudje so tako predpostavljali.« Kasneje je dejal, da je bilo vprašanje »nekoliko nesrečno« in da bi jo vprašanje, ne glede na to, kako bi nanj odgovorila, »ubilo«. Mnogi politiki, vključno z Gavinom Newsomom, županom San Francisca in velikim podpornikom zakonov med istospolnimi partnerji, so Pereza Hiltona kritizirali in Carrie Prejean povalili, ker je iskreno povedala svoje mnenje. Revija New York Times je napisala, da se njeno mnenje sklada z mnenjem prebivalcev srednje Amerike, »medtem ko večina Američanov meni, da bi homoseksualnim parom morali omogočiti, da lahko sklenejo civilno zvezo, s tem da bi zaščitili zakon« in da le »manjši del Američanov verjame, da bi se homoseksualcem moralo dovoliti poročiti.«

### Po tekmovanju za miss ZDA
Kasneje je nacionalna organizacija za zakonsko zvezo posnetke iz tekmovanja za miss ZDA uporabila za oglase, ki so ljudi opozarjali pred zakoni med istospolnimi partnerji in da si aktivisti, ki tovrstne zakone podpirajo, želijo, da bi njihovi nasprotniki ostali tiho. Carrie Prejean je najelo krščansko podjetje za odnose z javnostjo. V poznem aprilu je vodila podelitev nagrad Gospel Music Association Dove Awards v Nashvilleu, Tennessee. Spregovorila je 29. aprila 2009 tudi za univerzo Liberty.
1. maja tistega leta je Carrie Prejean nastopila v oddaji On the Record w/ Greta Van Susteren, kjer je dejala, da o zakonih med istospolnimi partnerji pravzaprav ni imela mnenja, da pa podpira določene pravice homoseksualnih parov, kot so na primer obiski bolnišnic. Dejala je tudi, da bi se bila pripravljena srečati s predstavniki največje organizacije za boj za pravice homoseksualcev v Kaliforniji, »če srečanje ne bi bilo politično«.

### Kršenje pogodbe
Organizatorji tekmovanja za miss Kalifornije so poročali, da je Carrie Prejean kršila njihovo pogodbo, ker se je za enega od internetnih blogov fotografirala deloma gola, s svojim hrbtom, obrnjenim proti fotoaparatu. Carrie Prejean je fotografije označila za manekensko delo, lastnik organizacije Miss Universe, Donald Trump, pa se je strinjal z njo: »Smo v enaindvajsetem stoletju. Menimo, da so fotografije popolnoma v redu« in da »so bile nekatere fotografije pravzaprav čisto ljubke.« Donald Trump je njen pogled na zakon med istospolnimi partnerji primerjal z določenimi kontroverznimi mnenji predsednika Baracka Obame, in Maggie Gallagher, predsednica nacionalne organizacijeza zakonsko zvezo, sta 5. maja dejala, da to ni bilo povezano z njihovo organizacijo.
Kljub temu, da jo je na začetku podpiral, se je Donald Trump 10. junija 2009 strinjal, da se pogodbo s Carrie Prejean prekine, predvsem zato, ker je slednja »še naprej kršila njihovo pogodbo.« Carrie Prejean je trdila, da so jo podjetje K2 Productions in producenti tekmovanja za miss Kalifornije spodbujali k temu, da bi pozirala za Playboy in se pojavi v resničnostnem šovu Slavna oseba sem, spravite me od tu!, a producent podjetja K2 Productions, Keith Lewis, je trdil, da jo je le obvestil o vseh ponudbah, ki so se pojavile. Avgusta 2009 je Carrie Prejean tožila organizatorje tekmovanja za miss Kalifornije na podlagi različnih civilnih razlogov, kot so obrekovanje, klevetanje, verska diskriminacija in nedovoljena objava zasebnih zdravstvenih kartotek. Podjetje K2 Productions je objavilo protiterjatvo in želelo nekaj dobička od njene takrat prihajajoče knjige, s katero naj bi kršila pogodbo, ki jo je podpisala, ko se je vpisala na tekmovanje za miss Kalifornije, ter zahtevalo vrnitev posojila v višini 5.200 $, ki so ji ga dali za njene prsne vsadke. 3. novembra 2009 so poročali, da sta se Carrie Prejean in podjetje K2 pogodila in opustila svoji tožbi; kakšna je bila pogodba, niso razkrili. CNN je kasneje poročal, da se je Carrie Prejean s podjetjem pogodila predvsem zato, ker so našli posnetek s seksualno vsebino, v kateri nastopa ona sama.

### Still Standing
Novembra 2009 je Carrie Prejean preko založbe Regnery Publishing izdala avtobiografijo z naslovom Still Standing: The Untold Story of My Fight Against Gossip, Hate, and Political Attacks (v prevodu: Še vedno stojim: Nepovedana zgodba mojega boja proti opravljanju, sovraštvu in političnim napadom). V knjigi Carrie Prejean govori o tem, za kar verjame, da so bili nepravični napadi nanjo s strani levičarsko usmerjenih medijev, in tem, kar je sama opisala kot »maščevalno kampanjo« v Hollywoodu, v knjigi pa se je osredotočila tudi na svoje konzervativne vrednote. V incidentu, povezanim s promocijo knjige, je bil njen pojav v oddaji Larry King Live, kjer jo je Larry King vprašal, zakaj se je pogodila z organizatorji tekmovanja za miss Kalifornije; Carrie Prejean je to vprašanje označila za »neprimerno«.

## Zgodnje povezave
- Still Standing Arhivirano 2012-03-05 na Wayback Machine. na Regnery Publishing (angleško)
- Carrie Prejean na spletni filmski podatkovni zbirki IMDb (angleško)